# Local Hero
Local Hero ist eine Filmkomödie des schottischen Regisseurs Bill Forsyth aus dem Jahr 1983.

## Handlung
MacIntyre, ein leitender Mitarbeiter der Ölgesellschaft Knox Oil im texanischen Houston, reist in deren Auftrag in eine idyllische, abgelegene Küstengegend in Schottland. Dort soll er eine ganze Meeresbucht mitsamt dem angrenzenden Dorf Ferness aufkaufen, wo eine gigantische Raffinerie entstehen soll. Die Manager des Knox-Konzerns bauen dabei auch auf die historischen Verbindungen des Unternehmens zu Schottland und die vermeintlich schottischen Wurzeln ihres Unterhändlers MacIntyre. Indes ist der exzentrische Eigentümer des Konzerns, Felix Happer, weniger an den Expansionsplänen seines Managements interessiert als an seinem großen Hobby, der Astronomie. Er beauftragt MacIntyre vor dessen Abreise, unbedingt nach einem bis dahin unentdeckten Kometen Ausschau zu halten, dem man gegebenenfalls seinen Namen geben könnte.
Nach seiner Ankunft in Schottland, einer langwierigen Autofahrt durch die nebligen Highlands und begleitet vom schottischen Kollegen und Sprachtalent Danny Oldsen, trifft MacIntyre im Optimismus auf einen schnellen Verhandlungserfolg schließlich auf die vermeintlich ahnungslosen Dorfbewohner. Jedoch sind diese bereits bestens über den Zweck seiner Reise informiert und haben sich schon astronomische Preisvorstellungen für die Überlassung ihres Heimatortes ausgemalt. Die Verhandlungen, die der Hotelier, Kneipenwirt und Wirtschaftsprüfer in Personalunion, Gordon Urquhart, für alle Dorfbewohner federführend übernommen hat, bekommen bald absurde Züge. Zudem wird aufgrund der erforderlichen telefonischen Rücksprachen mit Konzernchef Happer die einzige öffentliche Telefonzelle des Dorfes kurzer Hand zu einem Kommunikationszentrum gemacht, deren Nutzung die Einwohner nur zu gerne mit ihrem Kleingeld unterstützen.
Verzaubert vom Charme der Natur und der herzlichen Lebensart der Dorfbewohner vernachlässigen MacIntyre und Oldsen zunehmend ihre geschäftlichen Verpflichtungen. Nach ein paar Verstimmungen, etwa über ein gebratenes Kaninchen, lernen sie die Lebensart der Dörfler zu schätzen. Oldsen hat zwischenzeitlich ein Auge auf die geheimnisvoll wirkende Meeresbiologin Marina geworfen, die manchmal einer Meerjungfrau zu gleichen scheint. Sie arbeitet zwar ebenfalls für Knox Oil, scheint aber nichts von den eigentlichen Plänen des Unternehmens zu ahnen und glaubt, ein Meeresforschungslabor, für dessen Entstehen sie bereits die Vorarbeiten geleistet hat, würde nunmehr realisiert werden.
Schließlich ist mit den Dorfbewohnern eine Einigung gefunden worden, und man feiert in der Kneipe den Erfolg der Verhandlungen, die die meisten von ihnen zu Millionären würde werden lassen. Gegen Ende der feuchtfröhlichen Feier gesteht MacIntyre im betrunkenen Zustand Urquhart, dass er sich in dessen Frau Stella verliebt hat und sein Leben und gutes Gehalt in Texas gerne mit ihm tauschen würde. In nüchternem Zustand wird dieses Thema später aber fallen gelassen, zumal Stellas und Gordons Ehe glücklich scheint.
Am nächsten Tag stellt Urquhart bei Recherchen zu seinem Schrecken fest, dass der zum Bau des Raffineriehafens benötigte Strandabschnitt auf ganzer Länge Eigentum des alten Einsiedlers Ben Knox ist. Der in einer kargen Strandhütte lebende Exzentriker lehnt einen Verkauf trotz allen Zuredens auf freundliche, aber bestimmte Weise ab. Die Dorfbewohner sind aufgebracht, dass Bens Haltung sie ihr Vermögen kosten könnte.
Unterdessen befindet sich Happer in Houston in Behandlung eines unkonventionellen Psychotherapeuten, der durch ausgesuchte Provokationen und Beleidigungen Happers Selbstbewusstsein stärken will. Nach verschiedenen Versuchen, den lästigen Therapeuten loszuwerden, ruft Happer schließlich den Sicherheitsdienst. Zur selben Zeit entschließt er sich, selbst an den Ort des Geschehens in Schottland zu reisen, wenn auch mehr aufgrund von MacIntyres astronomischen Beobachtungen der Aurora Borealis als wegen der geschäftlichen Verhandlungen.
Bei seiner Ankunft erfährt Happer durch MacIntyre den Namen des Einsiedlers. Er glaubt nun, dass dieser mit dem Gründer von Knox Oil verwandt ist, und möchte ihn unbedingt kennenlernen. Nach einigen langen, alkoholisierten Stunden und konspirativen Vier-Augen-Gesprächen entwickelt sich eine Sympatie zwischen den beiden Astronomieliebhabern Felix Happer und Ben Knox, und das Raffinerie-Projekt wird kurzerhand in ein Offshore-Gebiet verlegt. An seiner Stelle soll ein Astronomiezentrum mit dem Namen Hopper Institute entstehen. Oldsen nutzt die Situation und regt spontan und mit Erfolg an, dass auch das von Marina erhoffte Meeresforschungslabor eingerichtet wird. So kommen die Dorfbewohner schließlich doch noch zu ihrem Geldsegen. MacIntyre hat seine Schuldigkeit getan und wird umgehend zurück nach Texas geschickt, während Olson dessen Stelle in dem neuen Projekt einnimmt.
Wieder zurück in Texas fühlt sich MacIntyre in seiner kleinen Wohnung derweil sehr allein und niedergeschlagen. Statt eines weiten Sternenhimmels sieht er von seinem Balkon aus nur die Großstadtlichter von Houston. Die letzte Kameraeinstellung zeigt die verwaiste Telefonzelle des Dorfes, in der das Telefon klingelt.

## Kritiken
Prisma bezeichnet die Leistungen von Lancaster und Riegert als „brillant“. „Dazu tut die herrliche Landschaft Schottlands, kongenial unterlegt von Mark Knopflers (Dire Straits) Filmmusik, das übrige, um die Öko-Komödie zum Filmereignis werden zu lassen“.
Für das Lexikon des internationalen Films ist Local Hero eine „poetische, von Selbstironie funkelnde Komödie mit faszinierenden Bildern, die Fragen nach Lebenssinn und -qualität stellt“.

## Auszeichnungen
Der Film gewann im Jahr 1984 den BAFTA Award für die Regie. Zu den sieben Nominierungen für den BAFTA Award gehörten jene für Chris Menges, Mark Knopfler, David Puttnam, Michael Bradsell, Burt Lancaster und Bill Forsyth (bestes Original-Drehbuch). Darüber hinaus erhielt Local Hero vom New York Film Critics Circle 1983 und von der National Society of Film Critics 1984 jeweils den Preis für das beste Drehbuch. Das British Film Institute wählte Local Hero 1999 auf Platz 37 der besten britischen Filme aller Zeiten. Auf der Liste der 100 besten britischen Filme, die das Magazin Empire 2016 veröffentlichte, rangiert er auf Platz 9.

## Hintergrund
Der Film wurde in Schottland (Pennan, Arisaig und Morar) und in Houston gedreht. Er kam am 17. Februar 1983 in die US-amerikanischen und am 2. Dezember 1983 in die deutschen Kinos.
Bill Forsyth, der Regisseur, hat zur letzten Kameraeinstellung in einem deutlich später veröffentlichten Interview gesagt, dass diese Szene nur zustande kam, weil die amerikanischen Finanziers auf einem etwas „positiverem“ Ende bestanden. Um ein kitschiges Ende zu vermeiden, nahm Forsyth dann bereits weggeschnittenes Material, das als Schwenk über den Küstenort bei Ankunft von MacIntyre gezeigt wurde. Am Ende des Schwenks bleibt die Kamera auf der Telefonzelle hängen. Genau dieser Teil, der eigentlich schon im Abfall gewesen war, wird als Schlussszene gezeigt.

## Sonstiges
Das Stück Going Home: Theme Of The Local Hero aus dem Film-Soundtrack, gespielt von Mark Knopfler, wurde zur Vereinshymne des englischen Fußballklubs Newcastle United.